# Richard Alvin Tonry

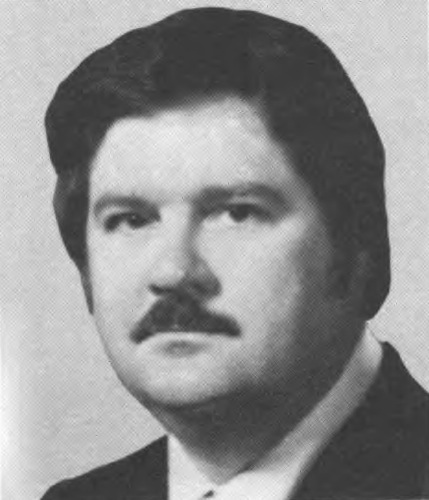
Richard Alvin Tonry, 1977

Richard Alvin Tonry (* 25. Juni 1935 in New Orleans, Louisiana; † 3. Juli 2012 in Lumberton, Mississippi) war ein US-amerikanischer Politiker. Zwischen Januar und Mai 1977 vertrat er den Bundesstaat Louisiana im US-Repräsentantenhaus.

## Werdegang
Richard Tonry besuchte einige katholische Schulen in seiner Heimatstadt New Orleans. Im Jahr 1953 absolvierte er die Jesuit High School. Danach war er bis 1962 am Springhill College in Alabama und an der Georgetown University in Washington, D.C. Nach einem anschließenden Jurastudium an der Loyola University in New Orleans und seiner im Jahr 1967 erfolgten Zulassung als Rechtsanwalt begann er in Arabi und in Chalmette in seinem neuen Beruf zu arbeiten.
Politisch schloss sich Tonry der Demokratischen Partei an. Im Jahr 1976 wurde er in das Repräsentantenhaus von Louisiana gewählt. Bei den Kongresswahlen desselben Jahres wurde er im ersten Wahlbezirk von Louisiana in das US-Repräsentantenhaus in Washington gewählt, wo er am 3. Januar 1977 die Nachfolge von Felix Edward Hébert antrat. Da es aber während seines Wahlkampfes zu einigen Unregelmäßigkeiten gekommen war, deretwegen er auch verurteilt wurde, geriet er bald unter politischen Druck. Aus diesem Grund trat er am 4. Mai 1977 von seinem Mandat zurück. Gleichzeitig kandidierte er aber bei der fälligen Nachwahl erneut für den von ihm aufgegebenen Sitz im Kongress. Dabei konnte er sich aber nicht innerhalb seiner Partei durchsetzen. Die Nachwahl wurde dann von dem Republikaner Bob Livingston gewonnen. Dieser war der erste republikanische Kongressabgeordnete des ersten Distrikts von Louisiana seit der Reconstruction.
Im Jahr 1983 kandidierte Richard Tonry erfolglos für das Repräsentantenhaus von Louisiana. Danach zog er sich aus der Politik zurück und arbeitete als privater Anwalt. Zuletzt lebte er in Arabi.